# Киреева, Раиса Александровна
Раи́са Алекса́ндровна Кире́ева (27 мая 1929, Москва, СССР — 8 апреля 2023) — советский и российский историк, ведущий научный сотрудник ИРИ РАН, специалист в области историографии России, лауреат премии имени В. О. Ключевского (2014).

## Биография
Родилась 27 мая 1929 года в Москве.
Окончила Московский историко-архивный институт.
В 1964 году в Институте истории АН СССР защитила диссертацию на соискание учёной степени кандидата исторических наук по теме «В. О. Ключевский как историк русской исторической науки».
В 1986 году защитила докторскую диссертацию, тема: «История русской историографии (1850-е — 1917 г.)» (специальность 07.00.09. — Историография, источниковедение и методы исторического исследования).
Работала в Институте российской истории РАН.
Автор нескольких книг и многочисленных статей и очерков; публикатор и комментатор рукописного наследия русского историка В. Ключевского.
Область научных интересов: отечественная историография, история России, методология и методы исторического исследования, археография.
Научно-организаторская деятельность:
- Член Ученого совета ИРИ РАН, Московского государственного педагогического университета, научного общественного Совета и бюро «Наследие декабристов», музея В. О. Ключевского в Пензе.

Член редакционной коллегии:
- История и историки. Историографический вестник
- Историки России XVIII — начала XX века
- В. О. Ключевский в истории науки и культуры и других

Научный консультант фильмов «Первенцы свободы» (Центрнаучфильм), «Звезда пленительного счастья» (Ленфильм), «Великие реки мира: Волга» (французско-советский телефильм), «В. О. Ключевский» (Останкинско — Саратовский телефильм).
Умерла 8 апреля 2023 года после продолжительной болезни.

## Научные труды

### Монографии
- В. О. Ключевский как историк русской исторической науки. — М.: Наука, 1966. — 232 с.
- Изучение отечественной истoриографии в дореволюционной России с середины XIX в. до 1917 г. — М.: Наука, 1983. — 216 с.
- К. Н. Бестужев-Рюмин и историческая наука второй половины XIX века. — М.: Наука, 1990. — 264,[3] с. — ISBN 5-02-009533-8
- Государственная школа: историческая концепция К. Д. Кавелина и Б. Н. Чичерина. — М.: ОГИ, 2004. — 506,[1] с. — ISBN 5-94282-145-3

### Статьи
- Иконников, Владимир Степанович : [арх. 15 июня 2024] / Киреева Р. А. // Излучение плазмы — Исламский фронт спасения. — М. : Большая российская энциклопедия, 2008. — С. 82. — (Большая российская энциклопедия : [в 35 т.] / гл. ред. Ю. С. Осипов ; 2004—2017, т. 11). — ISBN 978-5-85270-342-2.

## Награды
- Медаль «Ветеран труда» (1985)
- Медаль «В память 850-летия Москвы» (1997)
- Почетная грамота Президиума АН СССР (1974) — за успехи в работе, активное участие в общественной жизни коллектива и в связи с 250-летием АН СССР за подписью Президента АН СССР академика М. В. Келдыша
- Почетная грамота Президиума Центрального Совета Всероссийского общества охраны памятников истории и культуры (1976) — за активную работу по охране и пропаганде памятников и памятных мест декабристов в Российской Федерации
- Премия имени В. О. Ключевского (2014) — за серию работ по единой тематике — изучение и публикация наследия В. О. Ключевского: «В. О. Ключевский как историк русской исторической науки», «Изучение отечественной историографии в дореволюционной России с середины XIX в. до 1917 г.», «В. О. Ключевский. Лекции по русской истории, читанные на Высших женских курсах в Москве 1872—1875», «В. О. Ключевский. О нравственности и русской культуре. Писатели и люди искусства о Ключевском», «В. О. Ключевский. Лекции по истории Западной Европы в связи с историей России»
- Юбилейная золотая медаль (1997) — за издание книги «В. О. Ключевский. Лекции, читанные на читанные на Высших женских курсах в Москве 1872—1875»
- Архиерейская Блaгocловенная грамота Архиепископа Пензенского и Кузнецкогo Филарета (2005)
- Международный союз «Мужество и гуманизм» наградил двумя почетными грамотами (2006 и 2008 г.), почетным знаком «Мы — наследники Победы» (2009) и Благодарностью за бескорыстное служение Отчизне и поддержку Союза (2010) и др.